# غيلبرتو فورتوناتو
غيلبرتو فورتوناتو هو لاعب كرة قدم برازيلي، ولد في 11 يوليو 1987 في فلوريانوبوليس في البرازيل. لعب مع نادي تيرانا ونادي غوانغجو ونادي فلامورتاري فلوره.

## وصلات خارجية
- غيلبرتو فورتوناتو على موقع دوري كوريا الجنوبية (الإنجليزية)
- غيلبرتو فورتوناتو على موقع قاعدة بيانات كرة القدم.إي يو (الإنجليزية)
- غيلبرتو فورتوناتو على موقع Soccerway.com (الإنجليزية)